# Берега Уазы в Понтуазе
«Берега Уазы в Понтуазе» (фр. La Route d’Auvers au bord de l’Oise, Pontoise) — картина французского художника Камиля Писсарро, написанная маслом в 1873 году и хранящаяся в Художественном музее Индианаполиса, расположенном в Индианаполисе, штат Индиана. На картине изображена река Уаза в районе рыночного города Понтуаз.

## Описание
Этот сельский пейзаж, написанный на заре импрессионизма, использует мягко светящиеся цвета и свободную манеру написания, чтобы передать атмосферу серебристо-серого пасмурного дня. На французский пейзаж накладываются явные признаки индустриализации: фабрика, дымовая труба, железная дорога и баржа.

## Историческая информация
Будучи политически активным художником, Писсарро бежал в Лондон во время франко-прусской войны. Он поселился в Понтуазе в 1872 году, после того как возвращение стало безопасным. Это был период его чистого импрессионизма. В 1873 году он написал серию картин на берегу Уазы. Фабрики вдоль берега играли заметную роль, представляя собой явное вторжение современности в пейзаж, который современники Писсарро все ещё изображали как нетронутую природу. На этой конкретной картине, по сравнению с другими, фабрика изображена более мелко и отодвинута на задний план, но всё равно является важной частью этого участка берега реки в серый пасмурный день. Разнообразие трактовок, которыми Писсарро наделил фабрику, вероятно, говорит не столько о его отношении к этому сооружению, сколько о целях современной живописи, которая обязана включать в себя контрастные элементы, в традиционном искусстве не использовавшиеся.

## Приобретение
Картина Берега «Уазы в Понтуазе» была приобретена на средства Фонда Джеймса Э. Робертса Herron School of Art and Design в 1940 году, а затем во время разделения осталась в Художественном музее Индианаполиса.